# Renzo Russo
Renzo Russo (nome completo Renzo Giuseppe Russo) (fl. XX secolo) è stato un regista e sceneggiatore italiano.
Lavora principalmente a pellicole sexy.

## Filmografia

### Regie
- Noche de milagros (1954)
- Lettera dal Venezuela (1961)
- Tropico di notte (1961)
- Mondo caldo di notte (1962)
- Sexy (1962, anche sceneggiatore e produttore)
- Per una valigia piena di donne (1964, anche sceneggiatore e produttore)
- Europa: operazione strip-tease (1964, anche sceneggiatore e montatore)
- La rossa dalla pelle che scotta (1972, anche sceneggiatore)

### Sceneggiature
- Una storia milanese, regia di Eriprando Visconti (1962)
- Odissea, regia di Franco Rossi e Piero Schivazappa (1968, mini serie TV)
- Avventure di Enea, regia di Franco Rossi (1971, film TV)